# Багдаева, Саида Вячеславовна
Саида Вячеславовна Багдаева (25 октября 1996) — российская регбистка, скрам-хав клуба «Сборная Дагестана» и сборной России. Мастер спорта России.

## Клубная карьера
Играет за сборную Дагестана, является воспитанницей Магомеда Гаджимагомедова. В ноябре 2020 года в составе ДГПУ стала победителем на студенческом чемпионате России по регби-7. Играет под №9 на позиции скрам-хава.

## Карьера в сборной
В марте 2021 года в пригороде Махачкалы проходила сбор совместный сбор с клубом «ВВА-Подмосковье», находилась в резерве сборной России.

## Достижения
- Кубок России по женскому регби 2020 — ;